# Стэнхоуп, Чарльз Огастес, 8-й граф Харрингтон
Чарльз Огастес Стэнхоуп, 8-й граф Харрингтон (англ. Charles Augustus Stanhope, 8th Earl of Harrington; 9 января 1844 — 5 февраля 1917) — британский пэр и игрок в поло. Он носил титул учтивости — виконт Питершем с 1866 по 1881 год.

## Биография
[[Файл:Earl of Harrington Vanity Fair 19 September 1891.jpg|thumb|left|{{center|«Поло в стиле йомена», изображенное «Либом» (Libero Prosperi) в «Ярмарке тщеславия», 19 сентября 1891 года.]]

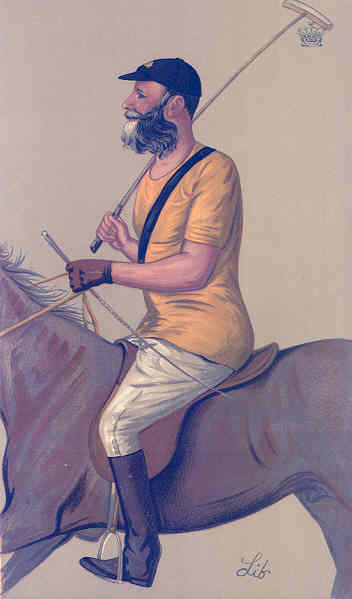
center|«Поло в стиле йомена», изображенное «Либом» (Libero Prosperi) в «Ярмарке тщеславия», 19 сентября 1891 года.

Родился 9 января 1844 года. Старший сын Чарльза Стэнхоупа, 7-го графа Харрингтона (1809—1866), и Элизабет Стилл де Пирсолл (1821—1912).
Он изучал поло на Мальте, служа в Чеширском йоменском полку, командиром которого он был в 1899-1905 годах, а затем почетным полковником. В 1885 году он играл на позиции защитника в команде Глостершира, выигравшей Кубок графства. Лорд Харрингтон выиграл Кубок чемпионов Херлингема в 1892 году с графством Сассекс и Открытый кубок по регби с Чеширом. Он играл в Стаффордширском поло-клубе, расположенном в Ингестре-холле, основанном Чарльзом Четвиндом-Талботом, 20-м графом Шрусбери, в 1895 году.
Виконт Питершем также принимал участие в соревнованиях по тильту на Ежегодных играх Олимпийского общества Венлока в 1881 году, когда он занял второе место в тильте на плоскости. Основатель игр Уильям Пенни Брукс пригласил его стать президентом игр в 1882 году, к этому времени он унаследовал свое графство. В тех же играх он был единственным президентом, принявшим участие; он соревновался в наклоне на плоскости, но не взял ринг и принял участие в демонстрации крепления палатки.

## Должности
- Заместитель лейтенанта Дербишира с января 1917 года[4]
- Адъютант короля Эдуарда VII в 1907—1910 годах[5]
- Адъютант короля Георга V в 1910—1917 годах[6].

## Семья
Главными семейными домами лорда Харрингтона в 1883 году были замок Элвастон в Дербишире и Госуорт-Олд-Холл в Чешир.
5 июля 1869 года лорд Харрингтон женился на достопочтенной Еве Элизабет Кэррингтон (12 мая 1847 — 20 июня 1919), дочери Роберта Кэррингтона, 2-го барона Кэррингтона, и достопочтенной Шарлотта Огаста Аннабелла Драммонд-Уиллоуби. Их брак был бездетным.
Лорд Харрингтон скончался в феврале 1917 года в возрасте 73 лет в замке Элвастон, графство Дербишир, от заражения крови, вызванного ожогами, полученными в мастерской его инженера, и был похоронен в Элвастонской приходской церкви. Его титулы сменил его младший брат Дадли. Леди Харрингтон умерла в 1919 году.